# مارک واربرتون
مارک واربرتون (انگلیسی: Mark Warburton؛ زادهٔ ۶ سپتامبر ۱۹۶۲) بازیکن سابق و مربی فوتبال اهل انگلستان است.
از باشگاه‌هایی که در آن بازی کرده‌است می‌توان به باشگاه فوتبال بورم‌وود و باشگاه فوتبال لستر سیتی اشاره کرد.